# Elatostema iridense
Elatostema iridense är en nässelväxtart som beskrevs av Eduardo Quisumbing y Argüelles. Elatostema iridense ingår i släktet Elatostema och familjen nässelväxter. Inga underarter finns listade i Catalogue of Life.